# Сумбава (язык)
Сумбава (сумб. Basa Semawa; индон. Bahasa Sumbawa) — один из австронезийских языков, распространён на острове Сумбава (провинция Западные Малые Зондские острова).
По данным Ethnologue, количество носителей данного языка составляло 300 тыс. чел. в 1989 году.
Ближайшие родственники среди австронезийских языков — языки островов Ломбок и Бали.
Письменность на основе латиницы.